# Police Średnie
Police Średnie (niem. Groß Politz)– wieś w Polsce położona w województwie wielkopolskim, w powiecie kolskim, w gminie Kościelec.
W latach 1975–1998 miejscowość administracyjnie należała do województwa konińskiego.

## Informacje ogólne
Wieś położona jest 6 km na południowy zachód od Koła, przy drodze dojazdowej do autostrady A2.